# Orchesella longifasciata
Orchesella longifasciata is een springstaartensoort uit de familie van de Entomobryidae. De wetenschappelijke naam van de soort is voor het eerst geldig gepubliceerd in 1945 door Stach.